# Terametopon deserticola
Terametopon deserticola är en skalbaggsart som beskrevs av Yves Gomy och Vienna 1997. Terametopon deserticola ingår i släktet Terametopon och familjen stumpbaggar. Inga underarter finns listade i Catalogue of Life.